# Província d'Almeria
Almeria (en castellà i oficialment, Almería) és una província andalusa, al sud-est de la península Ibèrica. Limita amb les províncies de Granada a l'oest i nord-oest; i amb Múrcia al nord i al nord-est; així com amb la mar Mediterrània a l'est i sud (part coneguda com a Mar d'Alborán). La capital de la província és la ciutat d'Almeria, situada al sud de la província i al centre de la badia homònima.
El Govern i l'Administració dels interessos provincials estan encomanats a la Diputació Provincial d'Almeria.
Abasta 8.774 km². Segons l'Institut Nacional d'Estadística, el 2014 la seva població era de 701.688 habitants, sent lleugerament superior el nombre d'homes. La densitat de població és de 79,97 hab/km², xifra sensiblement inferior a la mitjana espanyola. Compta amb 1 diòcesi, vuit partits judicials i 103 municipis, entre els quals figura Níjar, un dels termes municipals més extensos d'Espanya amb gairebé 666 km².

## Símbols

### Bandera provincial
La bandera de la província d'Almeria es basa en l'escut provincial sobre la Creu de Sant Jordi. Aquesta ensenya va ser proposada per a la seva adopció per l'equip de Govern de la Diputació d'Almeria al Ple de la Diputació Provincial d'Almeria el dia 29 d'abril del 2016 i aprovada el mateix dia.
L'anterior bandera es basava en l'escut provincial sobre un fons verd.

### Escut provincial
Escut quarterat de nou: 1r de gules, un castell d'argent (Berja); 2n d'atzur, unes gavelles de blat d'or (Canjáyar); 3r tres monts en els seus colors cimats de mates d'ortigues, sobre ones de mar d'atzur i argent (Cuevas de Almanzora); 4t gules i argent i sobre tot una torre albarrana d'or (Gérgal); 5è d'atzur, un castell d'or surmuntat d'una clau d'argent (Huércal-Overa); 6è d'atzur, el castell d'or sinistrat d'una clau d'argent (Purchena); 7è d'argent, un lleó de gules (Sorbas); 8è de gules, una clau d'argent col·locada al pal i ajaguda de dos castells del mateix metal (Vera); 9è tres monts en el seu color cimats de mates d'ortigues, sobre ones de mar d'atzur i argent (Vélez-Rubio, del Marquesat dels Vélez). Sobre tot, l'escussó format per l'escut de la capital (en camp d'argent la Creu de Gènova de gules, i bordura de Castella i Lleó, les antigues armes del Regne de Navarra i Granada). Aprovat per la Diputació Provincial en sessió plenària de 29 de juliol del 1925.

### Altres símbols

Indalo: popularment reconegut com a símbol de la província d'Almeria

L'indalo és un símbol molt popular a tota la província. El seu origen es remunta al Neolític, apareixent a diversos abrics i coves del nord de la província, com la Cueva de los Letreros. Es tracta, doncs, d'una pintura rupestre de tipus llevantí que podria interpretar-se de diversos modes: del més mundà (un arquer apuntant al cel o un ocell que hi sobrevola) al més místic (un ídol o deu). Aquest símbol va perviure al llarg dels segles al llevant d'Almeria i a mitjans del segle xx encara es trobava pintat sobre les parets de calç de pobles com Mojácar, on es creia que protegia del raig i esquivava les bruixes i el mal d'ull. La seva popularitat va créixer quan es va convertir en símbol turístic del poble i actualment és representatiu de tota la província.

## Geografia
La província d'Almeria (ubicada entre les latituds 37º52' i 36º40', i les longituds 1º37' y 3º07') està situada al sud-est de la península Ibèrica. Té una superfície de 8.774 km² i un perímetre de 532 km, dels quals 219 son de costa mediterrània —al sud i llevant. Limita al nord amb la província de Múrcia i a l'oest amb la de Granada.
| Nord-oest: Província de Granada | Nord: Província de Múrcia | Nord-est: Província de Múrcia |
| Oest: Província de Granada      |                           | Est: Mar Mediterrània         |
| Sud-oest: Mar Mediterrània      | Sud: Mar Mediterrània     | Sud-est: Mar Mediterrània     |

La seva situació geogràfica i la disposició de Sierra Nevada i Las Alpujarras com a barreres davant els vents humits de l'Atlàntic condicionen fortament la seva climatologia, si bé, la seva posició estratègica a la Mediterrània i la seva riquesa minera, lligada a processos geològics com el vulcanisme, han fet que sigui una regió poblada des de molt antany i bressol de civilitzacions com la Cultura d'Almeria o la d'El Algar.

### Clima
El clima d'Almeria, per a alguns, subdesèrtic, mediterrani, càlid i sec, és, però, molt variat:
- Inframediterrani o iranio-mediterrani: zones baixes costeres d'Almeria, caracteritzat per absències de gelades i precipitacions molt escasses.
- Termomediterrani 400-500 a 800-900 msnm, caracteritzat per precipitacions escasses però suficients per mantenir l'arbratge.
- Mesomediterrani o mediterrani mitjà o típic (800-900 a 1220-1300 msnm), caracteritzat pel bosc mediterrani d'alzines (tot i que apareixen a d'altres), lledoners i ginestes vimeneres.
- Supramediterrani (1200-1300 a 1600-1800), reconegut per l'amplitud de dies amb gelades que es produeixen al llarg de l'any.
- Oromediterrani, cims de les muntanyes de més de 1800 msnm, a les quals el sòl roman gelat durant uns mesos cada any.

Només manca, com es pot comprovar, el crioromediterrani de les neus perpètues que no es dona a la regió d'Almeria. La seva característica més destacable és el seu cel asserenat i lluminós. A la costa sud, hi és característic el fort vent de ponent. Per la seva part, el llevant és famós a la capital, ja que sol fer pujar la temperatura diversos graus.
També la pluviometria és escassa, sent el Cap de Gata el lloc on menys plou de la península Ibèrica. Així mateix, el desert de Tabernas és, tècnicament, l'únic desert àrid del continent europeu, la qual cosa hi confereix característiques naturals úniques que van valer-hi esdevenir escenari del rodatge de multitud de pel·lícules, especialment westerns durant els anys 60 i 70. En l'actualitat, se segueixen rodant algunes pel·lícules, així com spots televisius i vídeos musicals.

### Relleu

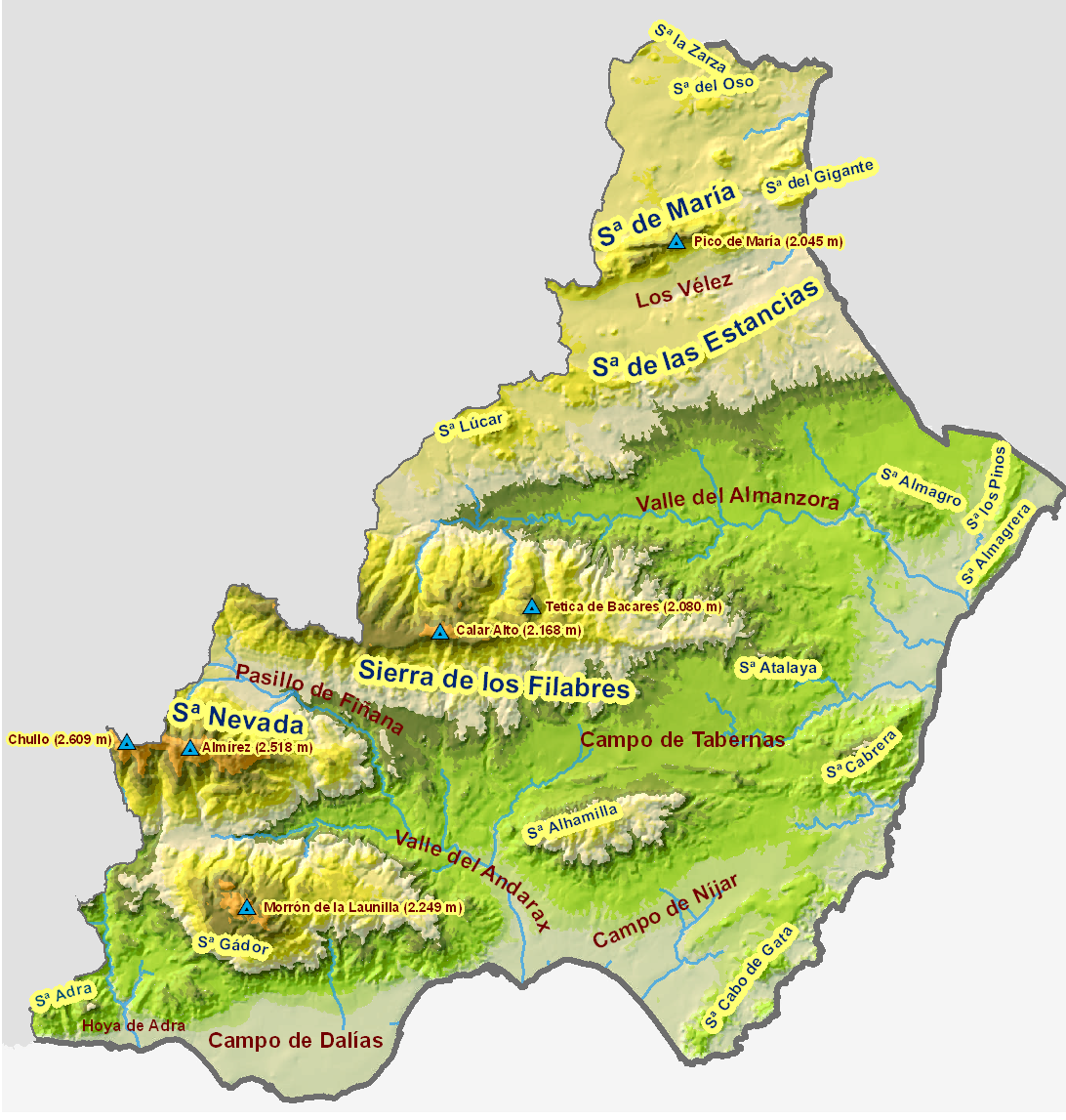
Principals unitats de relleu

Almeria és una de les províncies més muntanyoses d'Espanya. No en va, el 46 % de les poblacions estan ubicades en muntanyes, el 34 % en pujols i el 19 % en planures. Està travessada d'oest a est per diversos massissos muntanyosos d'origen alpí, integrats a la Serralada Penibètica. Aquesta disposició orogràfica singular és en gran part responsable de l'aïllament històric tant de la província en relació amb la resta d'Espanya com de les distintes comarques d'Almeria entre si.
La província assoleix la seva màxima alçada al Chullo, de 2.609 m, que s'enclava a la Sierra Nevada d'Almeria i vigila el Puerto de la Ragua, límit amb la província de Granada. Altres pics d'importància son l'Almirez (2.518 m), el Morrón de la Launilla (2.249 m), a la Sierra de Gádor, el Calar Alto (2.168 m), a la Serra de Los Filabres, la Tetica de Bacares (2.080 m), en aquesta mateixa serra i el Pico de María (2.045 m), a la serra homònima, per tant, Almeria consta de quatre serres que superen els dos mil metres de cim.

#### Costes
Els seus 219 quilòmetres de costa inclouen diversos accidents geogràfics, sent-ne els més prominents el golf d'Almeria, el cap de Gata, Punta Entinas i Punta Sabinar.
No s'han d'oblidar els illots de Terreros i San Andrés i l'illa d'Alboran, important enclavament natural, pesquer i estratègic el nom del qual es deu al pirata barbaresc Al Boran, qui la utilitzava com a base, i està inclosa al terme municipal d'Almeria.

### Hidrografia

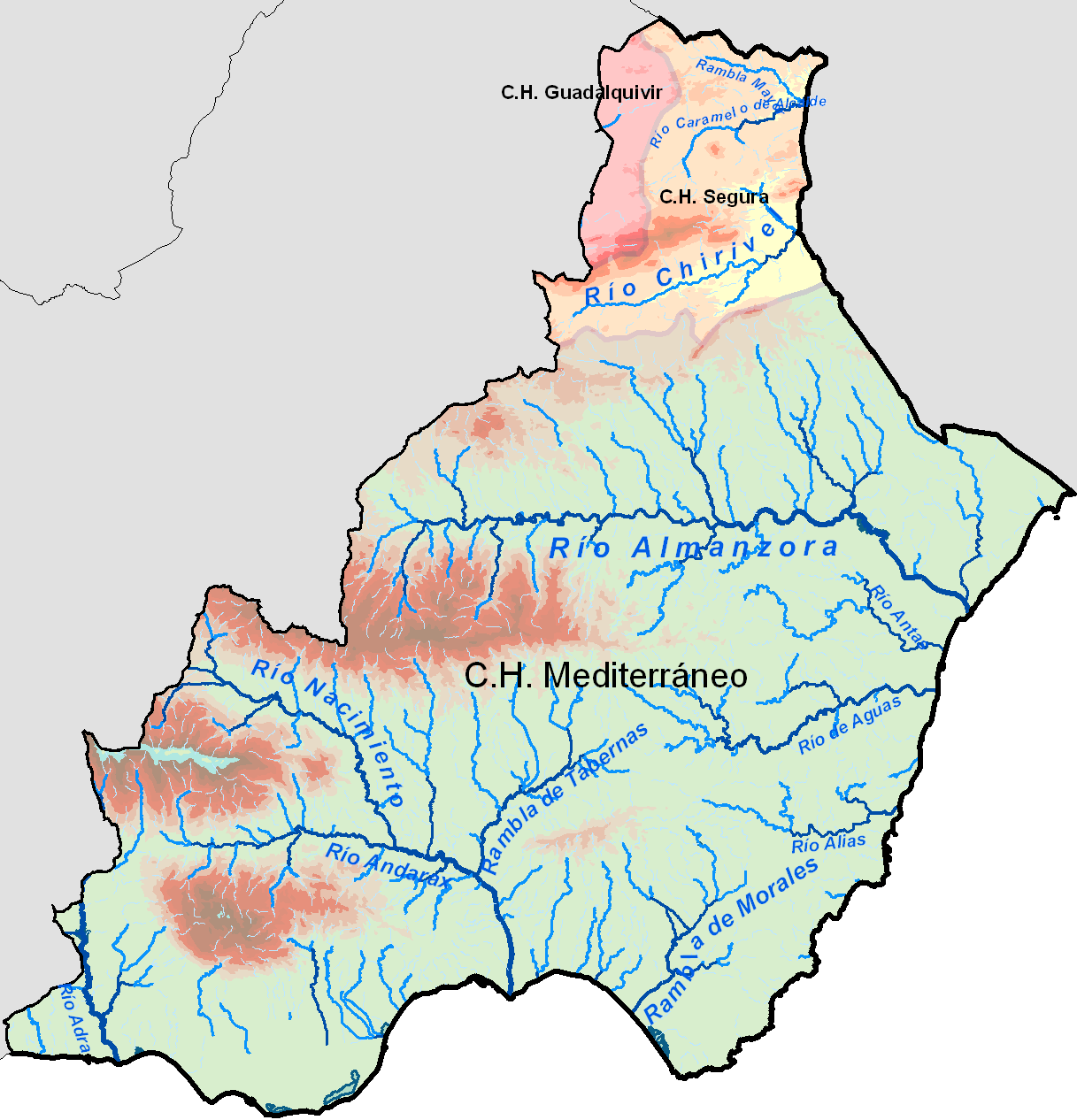
Mapa hidrogràfic

El clima subdesèrtic de la província redueix els accidents hidrogràfics a les característiques rambles que solquen la província arreu, especialment a les zones properes al mar.
Els rierols solen perdre el seu cabal sota terra abans d'arribar a la seva desembocadura, però porten aigua a bona part del seu curs.
En són els rius més importants l'Almanzora, l'Andarax, el riu Nacimiento (afluent de l'anterior), el Grande de Adra, l'Alías i el d'Aguas. Aquest últim és el responsable del sistema càrstic de Sorbas. El nord de la província pertany a la conca del Segura a través de la rambla del Chirivel, tributària del riu Guadalentí.
Existeixen, així mateix, tres embassaments, el de l'Almanzora (seu d'esports aquàtics dels XV Jocs Mediterranis), el de Benínar, al llit del qual descansa el poble del mateix nom, i el d'Isabel II, que és un dels més antics d'Espanya; es va inaugurar a prop de Níjar el 1850 i actualment es troba curull i en desús.

#### Les Fonts del Guadalquivir
Sempre s'ha considerat que el Guadiana Menor és el riu que vessa les seves aigües al Guadalquivir, però alguns estudis recents assenyalen que el Guadiana Menor manté realment el seu llit i que el riu que neix a la Sierra de Cazorla n'és un afluent.
Segons l'estudiós de la geografia andalusa Jesús Tejero, el Guadiana Menor hauria de ser l'autèntic riu Guadalquivir. A la confluència Guadiana Menor-Guadalquivir, el primer té més longitud i, per tant, més jerarquia que el segon, per la qual cosa hauria d'haver-ne conservat el nom.
El riu que desemboca a Sanlúcar segueix naixent a la comunitat autònoma andalusa, però diversos centenars de quilòmetres més a l'est: en aquell lloc remot de la geografia d'Almeria on s'apropen fins a tocar-se els límits d'Almeria, Granada i Múrcia hi haurien les fonts del wadi al-Kebir dels àrabs.
Les altres fonts del Guadalquivir, les més allunyades de la seva desembocadura, es troben al municipi de Vélez-Blanco. Des de la pedania de Topares surt un camí sense asfaltar cap al caseriu de Santonge: paratge protegit que alberga notables pintures rupestres. A uns tres quilòmetres de Topares i a uns cent metres del camí s'hi troba el brocal d'un pou. Les aigües que, en època de pluja, broten a pocs passos del pou ja pertanyen a la Conca Hidrogràfica del Guadalquivir. Aquest lloc, freqüentment sec a la superfície, oculta una corrent subterrània que aflora amb un cabal modest a prop del sotal de Cañepla, on rep el nom de rieró de la Canyada del Salar. La vegetació que creix prop del pou, especialment juncàcies, prova que hi ha un cabal subterrani d'aigua.
És clar, la part de la província pertanyent a la conca del Guadalquivir és insignificant, estant la part nord inclosa a la conca del Segura] i els dos terços restants pertanyen a conques pròpies.

#### Flora i fauna
La característica més acusada del paisatge natural d'Almeria és la de la seva aridesa característica dels espais mediterranis augmentada a Almeria pel seu posicionament geogràfic en el llevant i per la disposició del relleu que impedeix que hi penetrin les masses d'aire humides de l'Atlàntic.
La vegetació depèn de molts factors, entre els quals destaquen la pluviositat —fortament relacionada amb l'altitud— i el tipus de sòl. D'aquesta forma, als cims de Sierra Nevada i Los Filabres —per sobre dels 1.800 msnm— la vegetació predominant és la ginesta i el Juniperus, adaptats a les condicions físiques d'alta muntanya. Dementre, a les zones de mitja muntanya predomina l'alzina, si bé, prou degradada en el cas de Los Filabres. L'alzina també és la vegetació dominant a les zones seques amb sòls bàsics, amb una extensió més gran a la Sierra de Gádor, a Serra Alhamilla s'hi troba un dels alzinars més extensos i més bé conservats de tota la província. Les zones semiàrides de l'interior son poblades principalment per llentiscles que envolten en forma d'orla les principals zones muntanyoses. Aquesta vegetació està molt degradada i amb molta freqüència deriva a esparts. En apropar-nos a la costa i baixar l'altitud, augmenta el caràcter àrid de la vegetació. A les depressions del Campo de Níjar

## Història[8]
El Reial Decret del 30 de novembre de 1833 va crear la Província d'Almeria, que es va formar agrupant localitats del Regne de Granada. Actualment la província està composta per 103 municipis.

### Prehistòria
El Paleolític a Almeria es caracteritza per grups reduïts de nòmades, caçadors i recol·lectors. No són massa abundants els jaciments paleolítics a la província, sent-ne el més antic el de la Cova de Zájara, a Cuevas de Almanzora, i el monument natural Cueva de Ambrosio, de gran importància per a la datació de l'art rupestre paleolític.
Ja en el Neolític, i encara abans en el Paleolític superior, hi apareixen les primeres aldees i els primers espais dedicats exclusivament a enterraments. D'aquesta època daten les pintures rupestres de la Cueva de los Letreros i una altra vintena de coves i abrics de la Comarca dels Vélez, considerats per la UNESCO, el 1989, com a part del Patrimoni de la Humanitat.
En un d'aquells refugis dels primers pobladors del llevant peninsular, l'Abric de les Colmenes, encara es conserva una figura humana amb els braços en creu que sosté un suposat arc de Sant Martí sobre el seu cap. Diu alguna llegenda que aquesta pintura rupestre representa un pacte de l'home prehistòric amb els déus per evitar diluvis futurs. És la primera representació de l'indalo d'Almeria, origen etimològic del qual podria venir d'indal eccius, el missatger dels déus dels ibers. D'indal eccius ve també el nom de Sant Indaleci, un dels set barons apostòlics i patró sant d'Almeria amb la Mare de Déu del Mar.
L'indalo s'ha convertit, amb els anys, en el símbol més conegut d'Almeria i d'allò que hi pertany. Encara que alguns l'han vist com un home sostenint un arc de Sant Martí, no és més que un arquer buscant la seva presa al cel. L'indalo va donar el seu nom a un moviment pictòric, artístic i intel·lectual dels indalians qui, amb Jesús de Perceval i Eugeni d'Ors al cap, sentien una atracció atàvica per la població de Mojácar i els seus habitants. Els de Mojácar pintaven indalos amb calç a les parets de cases seves per protegir-se contra les turmentes i el mal d'ull. Aleshores se'n deia el «muñequillo mojaquero».
Va ser Luis Siret, eminent arqueòleg belga, qui va descobrir la riquesa prehistòrica d'Almeria, particularment la de l'Edat dels Metalls. Va dir Siret d'Almeria que era «un musée à ciel ouvert» (un museu a cel obert). En efecte, Almeria és bressol de dues de les cultures més importants de l'Edat dels Metalls a la península: la cultura dels Millars i la cultura d'El Argar.
És en l'Edat del Coure o Calcolític (3000-2150 a.C.) quan sorgeix la primera ciutat de la qual tenim notícia: el poblat dels Millars, situat estratègicament en un esperó de roca entre el riu Andarax i la rambla de Huéchar, al sud de la província. Es tracta d'un poblat de més de mil habitants, protegit per tres línies de muralles i torrellons, i l'economia del qual es basava en la metal·lúrgia del coure i en l'agricultura, ramaderia i caça a mitjana escala. A més construeixen grans necròpolis i exporten els seus models metal·lúrgics i terrissaires a gran part de la península.
Més endavant, en l'Edat del Bronze (1700-1400 a.C.), hi neix una cultura igualment influent, la d'El Argar. Allà desenvolupen un model terrissaire característic, el vas campaniforme, l'ús del qual s'estendrà per tot el llevant espanyol. Les seves necròpolis evolucionen respecte a la cultura dels Millars i diversifiquen la producció agrícola i ramadera.

### Edat Antiga
Les cultures de l'Edat dels Metalls van mantenir contacte amb civilitzacions de tota la Mediterrània, prova d'això són les colònies que pobles com els fenicis van fundar anys més tard, el segle viii aC, Abdera (Adra) i Baria (Villaricos), que van ser-ne les més importants, centres eminentment comercials i pesquers que mantenien alhora contactes amb navegants grecs. El control fenici va esdevenir cartaginès quan la civilització púnica va estendre's pel sud-est peninsular, control que s'extingiria l'any 209 a.C. amb la II Guerra Púnica. De l'època fenícia i cartaginesa, se'n conserven nombroses restes a Vera, Los Vélez i Dalías.
Almeria va caure a les mans de Roma durant la campanya d'Escipió l'Africà contra els cartaginesos. Els romans en van dir Portus Magnus, quedant la ciutat enclavada a la Hispània Ulterior. Plini el Vell l'esmenta en la seva obra; no en va esdevenir un dels ports més importants del sud d'Hispània. Roma va portar-hi l'organització territorial, les vies de comunicació i els impostos, i va explotar sistemàticament els recursos miners del territori, entre ells el marbre de Macael. Es va enfortir el comerç, especialment el del garum, saborosa salsa de peix i espècies molt apreciada a l'època i fórmula exacta de la qual es desconeix encara avui. A Adra i Torregarcía i a la capital, al mateix Parc de Nicolás Salmerón, es conserven salines i factories de salaó d'aquesta època. Altres restes de gran importància són el Dionisi de Chirivel, el sarcòfag de Berja, el Daymún (temple funerari d'època tardorromana) d'El Ejido i el pont i restes de via romana de Bayana, als afores de la capital.
Almeria va ser ocupada més tard per vàndals i visigots. Després d'un breu període d'ocupació romana d'Orient (el sud-est espanyol va ser l'únic territori peninsular en el seu poder durant diversos anys), Suintila integra definitivament Almeria al regne visigot l'any 621 i expulsa les forces de l'Imperi Romà d'Orient. En aquells anys, van mantenir la seva importància les antigues poblacions d'Abdera, Urci i Baria.

### Edat mitjana
Queden poc segles perquè Almeria assoleixi el seu primer zenit històric, polític i socioeconòmic. La gran història d'Almeria comença, en efecte, amb l'ocupació musulmana, iniciada l'any 713 a mans fonamentalment de poblacions d'origen amazic i iemenita, aportació més presta dels quals va ser la remodelació substancial del paisatge i mètode agrícola.
El període musulmà es divideix en dues fases, separades per un breu període d'ocupació cristiana, el decenni entre 1147 a 1157, en què els exèrcits d'Alfons VII de Lleó van ocupar la ciutat i la província. No obstant això, tot i breus, aquests deu anys van suposar una ruptura insalvable en el creixement de l'Almeria musulmana. La primera fase destacable va, així doncs, des de la fundació oficial de la ciutat el 955 fins al 1147, i la segona des de 1157 a 1489.

#### Califat de Còrdova
Els antecedents del període 955-1147 es troben en la fundació a principi del segle viii d'un assentament a allò que, aleshores, eren les aldees de la desembocadura del riu Andarax, que en aquella època n'hi tenia la boca a l'altura del que avui és La Juaida. Es tractava de Bayyana, l'actual Pechina. La seva posició estratègica li va permetre esdevenir un pròsper centre de comerç que va donar origen a la que es va denominar República Marítima de Pechina. I no només en el material va enriquir-se el Baix Andarax, també en l'espiritual. En efecte, Pechina va ser bressol del més important sofisma ibèric. Aquí van emigrar els últims deixebles del sufí cordovès Ibn Massarra: Ibn Al Arif, d'Almeria, va fundar l'Escola d'Almeria per la qual van discórrer Ismail Al Rouayni de Còrdova (nom del qual, sorprenentment, va batejar l'actual barriada d'El Ruini, possiblement perquè hi va viure), Abu Madyan i probablement el més gran místic sufí d'Al-Àndalus, el murcià Ibn Arabi. Massa vegades passa desapercebuda la importància del moviment sufí a Almeria, que tanta importància va tenir no només per la seva profunditat, sinó per haver aportat moltes de les claus del misticisme cristià posterior de, entre d'altres, Santa Teresa de Jesús i Sant Joan de la Creu.
L'origen últim d'Almeria capital està, en efecte, a Pechina, car poc després de la seva fundació es crearia un assentament costaner i una talaia, dependents d'aquella, que rebrien el nom d'Al Mariyyat Bayyana.
S'ha escrit molt sobre l'origen del nom de la ciutat i província. El moviment indalià, sempre tan idealista, pensava que Al Mariyyat volia dir en àrab «mirall del mar», però és molt més probable que el topònim provingui del mot «al miraya», «torre» o «talaia». En efecto, Al Mariyyat va funcionar com a port i defensa d'una Bayyana pròspera i enriquida, que esdevindria un dels centres comercials més importants d'Al-Àndalus, com ja va deixar reflectit en les seves cròniques Al Himyari.
Arribem així a la fundació oficial de la ciutat el 955, any en què Abderraman III (o Abd-ar-Rahman) va ordenar iniciar les obres d'una fortalesa, l'Alcassaba, objectiu de la qual era defensar l'àrea de l'amenaça que suposava el califat fatimí, oriünd de Tunísia. L'Alcassaba esdevindria així la fortalesa musulmana més gran d'Espanya i d'Europa, amb 43.000 metres quadrats que li permetien albergar tot un destacament militar de vint mil homes, els palaus dels reis successius i fins i tot llocs de resguard per a la població en cas d'atac. Més endavant, serà objecte de remodelacions i d'ampliacions per part de reis musulmans i dels Reis Catòlics.

#### Taifa d'Almeria
La desintegració del califat de Còrdova al segle xi dona lloc als regnes de taifes, entre ells el d'Almeria, que tindria el seu primer rei en Jairan (o Hayran), remodelador de l'Alcassaba.
Almeria ja és molt més important que Bayyana i esdevé una ciutat de nova planta califal, dotada d'una mesquita major (l'actual església de San Juan, s'hi conserva l'alquibla i el mihrab originals) i un port actiu que, amb els anys, seria el port comercial més important d'Al-Àndalus. En efecte, aquest segle constitueix el primer zenit històric d'Almeria. Era aleshores una ciutat emmurallada, amb un traçat urbanístic àrab clàssic i tres barris ben diferenciats: el barri d'Al Hawd (o El Aljibe), el de La Musalla i el principal, La Medina (per on corre avui l'actual carrer de l'Almedina).
Va regnar durant la segona meitat del segle Almotacén (o Al Mutasim) (1052-1091), el rei poeta, que va enriquir la cort amb literats i científics. Es van introduir avanços en els sistemes de regadiu; a la ciutat hi florien els banys i les mesquites i, amb efervescència, al port el comerç de la seda, l'oli i el raïm. Bona prova de tot això ens deixa l'obra d'Al Idrisi.
La taifa d'Almeria va terminar amb la invasió almoràvit, però la ciutat continuarà sent un autèntic empori comercial molt cobejat pels cristians. És aleshores quan Alfons VII l'Emperador decideix prendre la ciutat amb ajuda de catalans, francs, pisans i genovesos (aquests van donar el seu gentilici a la platja en què van desembarcar, a Cap de Gata); els exèrcits van entrar a la ciutat el 17 d'octubre de 1147. Com ja vam dir abans, va ser un període d'ocupació efímer que, no obstant això, va truncar totalment el desenvolupament de la capital i del seu territori.

#### Regne Nassarita de Granada
Almeria tornarà a ser musulmana amb la presa dels almohades, però mai no recobrarà el seu antic esplendor. Al segle xiii, passa a formar part del Regne Nassarita de Granada, sent-ne governador Abbu-i-Abbas, qui va intentar reconstruir la ciutat sense massa èxit. Va ser-ne, en part, responsable una sequia que va començar l'any 1227 i va desestabilitzar greument l'agricultura i el comerç de tota la regió.
De l'època musulmana, se'n conserven innombrables restes. A l'Alcassaba i les restes de la mesquita major, hi cal sumar els aljubs de Jairan, que en una època van fornir la ciutat, i les muralles construïdes pel mateix rei. També es conserven llenços de la muralla del port i restes de la porta de Purchena, al subsòl de la Rambla del Bisbe Orberá. No només ciutats van florir a l'Almeria musulmana: es poden trobar disseminats per Los Filabres, Las Alpujarras i la vall de l'Almanzora nombrosos banys, mesquites i castells.
El 1489, els Reis Catòlics van conquerir Almeria, poblacions del qual la majoria dels casos van capitular pacíficament, amb l'excepció de comptades rebel·lions mudèjars.

### Edat Moderna
El segle xvi és el segle del retrocés i abandonament de la ciutat i la província. Van ser diversos els factors que van influir-hi; en primer lloc, Almeria estava apartada de qualsevol ruta comercial americana, i va veure passar de llarg totes les riqueses provinents del Nou Continent i l'activitat que van portar amb si. Per altra banda, es van prodigar en aquests cent anys tant els terratrèmols com els atacs dels pirates barbarescos i turcs com Barba-Rossa (al segle següent, els succeirien els de l'armada anglesa). Els primers van mermar la població i els segons la van aterrir i obligar a desplaçar-se cap a l'interior.
Especialment funest va ser el sisme de 1522, que va destruir la ciutat gairebé completament i va reduir la població a tan sols 700 habitants que es van assentar a l'entorn de la catedral de nova construcció.
La Catedral d'Almeria és un gran exemple d'edifici defensiu de l'època. Va ser llevat el primer temple catedralici el 1496 sota les ordres del cardenal arquebisbe de Toledo Pedro González de Mendoza sobre l'antiga mesquita. El terratrèmol de 1522 la va destruir completament i va ser aleshores quan Fra Diego Fernández de Villalán, bisbe d'Almeria, va manar construir l'actual sota l'advocació de la Mare de Déu de l'Encarnació. El seu aspecte exterior li dona clara aparença militar; en efecte, es tracta d'una de les úniques catedrals-fortalesa de la seva classe a Espanya: contraforts sòlids, torres albarranes, murs grossos, escassetat de vidrieres… Les tres naus també son d'igual altura, la qual cosa proporciona un ample terrat que va servir per a la instal·lació de canyons i la vigilància militar. Només l'embelleixen dues portades austeres renaixentistes de Juan de Orea, i al mur que dona al carrer del Cub, el Sol de Portocarrero (un altre dels símbols de la ciutat que, encara que es creu que fa referència al bisbe Portocarrero, del segle xvii, ja estava esculpit des dels primers temps de la catedral). No obstant això, les voltes i la sagristia son esplèndides, gòtiques les primeres i renaixentista la segona. Conté el temple obres d'Alonso Cano, Bartolomé Esteban Murillo i Ribera, i un Sant Indaleci de Salzillo.
El santoral a Almeria és ric en llegendes. L'avantdit Sant Indaleci és el patró de la ciutat i les seves restes van venir a descansar a Almeria després de segles a l'abadia de Sant Joan de la Penya, a Osca. Sant Indaleci va ser un dels set barons apostòlics, evangelitzats d'Andalusia, qui, segons velles tradicions recollides en escrits mossàrabs, van acompanyar Sant Jaume el Major en l'evangelització del sud d'Espanya a mitjans del segle i. Entre ells hi eren també Tesifon, Torcuat, Segon, Hesiqui, Cecili i Eufrasi; tots ells van ser bisbes de poblacions del sud i sud-est espanyol (entre elles Berja i Abla) abans de l'ocupació musulmana. Però potser el més interessant van ser les afirmacions que, sobre ells, es van trobar inscrites als famosos ploms del Sacromonte, documents inscrits en aquest metall i descoberts a l'abadia granadina al segle xvi. S'hi afirma, en un intent sincrètic per part de pensadors moriscos d'unir islam i cristiandat, que tots ells eren d'origen àrab. Així, Indaleci s'hauria dit, abans de la seva llatinització, Ibn Al Mugira. Un altre sant present a Almeria és Sant Valentí, restes del qual es creuen ocults en algun lloc de la catedral, si bé aquest honor li és disputat per l'església de Sant Anton, a Madrid, i l'abadia de Terni, a Itàlia.

#### Els moriscos
La segona meitat del segle xvi va estar marcada a tota la província per l'aixecament i posterior expulsió de la població morisca. Els moriscos, extensa comunitat de religió i cultura musulmanes a què s'havia permès romandre a la Península prèvia conversió, veien, però, els seus drets i la seva dignitat contínuament negats des de la firma de les Capitulacions. La població morisca era, malgrat la població cristiana incipient, majoritària a amples regions de la província, com Las Alpujarras i l'Alt Almanzora. Va ser precisament a La Alpujarra Almeriense on, el 1568, es rebel·la Abén Humeya, de Laujar (nascut Fernando de Válor i convertit a l'islam); la insurrecció es propaga a tota la província i aviat Vera és conquerida i Cuevas de Almanzora atacat. En la seva retirada, Abén Humeya va fundar a Purchena una competició per celebrar el nomenament de la ciutat com a cap de la vall de l'Almanzora. Es tractava d'uns jocs esportius i culturals d'analogia innegable amb l'olimpisme, que incloïen la lluita, les carreres a peu i a cavall, el tir i la poesia i que han estat recuperats avui dia, rebent l'elogi de, entre d'altres, Joan Antoni Samaranch i el Comitè Olímpic Internacional. Torna més endavant Abén Humeya a Laujar on crea una casa reial amb vocació dinàstica (ja havia estat Laujar de Andarax assentament reial amb Boabdil a principis del segle xvi), però és assassinat, víctima dels seus propis col·laboradors en una obscura intriga palatina. A poc a poc la resistència morisca s'esvaeix. Prova que havia estat enormement dura és que Felip II decidís enviar el millor i més temut dels seus militars, Joan d'Àustria, qui prest acaba amb el breu regne morisc. Es reprèn així l'expulsió de la població musulmana, que culminarà amb Felip III.
Un dels episodis més sangonents de la repressió contra els moriscos va tenir lloc a Níjar, i va constituir el que es va convenir a dir el «negoci d'Inox». En les revoltes de Nadal del 1569, cents de famílies morisques van acudir a refugiar-se al castell morisc del penyó d'Inox, proper a Níjar. Informats els cristians, van reunir un exèrcit improvisat de mercenaris que va ensenyorir-se fàcilment de la fortalesa, prenent d'un cop més de tres mil esclaus, dones i nens, i botins incomptables. A aquest «negoci» es deu el nom del conjunt de masos actual proper, La Matanza, als voltants del qual poden trobar-se encara semi-derruïts entre la malesa els murs de l'antiga mesquita d'Inox.
La matança i expulsió dels moriscos van ser un cop dur que va sumir la província, en el que seria l'època més fosca de la història d'Almeria, el segle xvii. En efecte, van marxar els qui havien ensenyat als cristians el conreu del morer, el teixit de la seda, les tècniques de regadiu i la fusteria. Va quedar la província deserta de Níjar a Mojácar i la població de la capital es va reduir a 7.000 habitants. Els intents de repoblació cristiana van ser inútils i els terratrèmols i atacs pirates barbarescos i anglesos van mantenir la província ombrejada durant els següents cent anys.

#### Seglesxviiixviii
Els xvii i xviii son, potser, els més desconeguts de la història d'Almeria.
El segle xvii s'inicia amb despoblament galopant, a què cal sumar terratrèmols, sequies i una costa sota amenaça pirata constant. La repoblació cristiana, provinent sobretot del llevant (60%: un 50% murcians i un 10% valencians), Jaén (20 %), Castella-La Manxa i Aragó (20%), és insuficient i no assoleix repuntar la demografia de la ciutat ni la província. Les males comunicacions i l'aïllament segueixen sent els mateixos de segles.
Malgrat tot això, l'activitat minera és impulsada amb les explotacions de ferro a Los Filabres, plom a Gádor i marbre a Macael. La contrapartida són les següents tales massives a les serres de Gádor i Almagrera, que aniria agreujant-se durant els segles següents i contribuiria de manera important al desboscament que pateix avui tot el territori (s'hi deuen les tales i la sequedat atàvica de la província, i no a la necessitat de fusta per construir l'Armada Invencible, com se sol contar a Almeria).
Aquest aïllament i les condicions penoses contrasten, però, amb una activitat cultural i etnològica que neix per anar desenvolupant-se a poc a poc durant aquest segle i el següent. El 1640, s'edita el primer llibre a Almeria, a instàncies del bisbe José de la Cerda, la qual cosa lentament va obrint el camí a noves iniciatives que vindran amb els ecos de la Il·lustració. Al segle xviii, els governants de la ciutat comencen a preocupar-se de recaptar informació veraç sobre demografia, feina i emigració i es creen agrupacions culturals i socials com la Societat Econòmica d'Amics del País de Vera, una de les més sobresortints d'Andalusia en l'època.
En l'artístic, cal destacar la construcció, en aquest segle, de dos temples de gran importància a la província, l'església de l'Encarnació a Vélez-Rubio i el Santuari del Saliente a Albox, a què s'haurà de sumar les nombroses imatges religioses del murcià Francisco Salzillo que avui dia es veneren a Setmana Santa. En efecte, el nord de la província gaudeix, potser, de millor condició que la resta, a causa de l'exitosa repoblació i urbanització duta a cap pel marquès dels Vélez.

### Edat Contemporània
El segle xix va rubricar la lenta recuperació iniciada els dos segles anteriors. Almeria va ser testimoni d'una segona edat d'argent, sobretot cap al final de la centúria, que va tenir-ne l'origen en l'obertura comercial i la consolidació de la mineria i l'agricultura des de les primeres dècades de segle.
La Guerra de la Independència Espanyola no va passar de llarg per Almeria. Encara que la seva amenaça es veia llunyana, els francesos van arribar a ocupar-la comandats per Goudinot, qui va entrar a la ciutat el 15 de març de 1810. Li van oferir resistència els famosos guerrillers Mena, Villalobos i Arostegui. El 1812, els francesos es retiren d'Almeria després de ser vençuts a Arapiles.
El 1814, torna Ferran VII d'Espanya al poder i amb ell l'absolutisme i la derogació de les Corts de Cadis de 1812. En aquest context, s'hi va donar un altre dels episodis històrics més coneguts de la capital, la matança dels «coloraos». Va tenir lloc el 1824, quan un grup de soldats provinents de Gibraltar, que se'ls va motejar els «coloraos» pel to de les seves casaques, va desembarcar a Almeria amb ànim de proclamar la llibertat i restituir la Constitució de 1812. Com a anècdota, cal dir que aquests estaven relacionats amb una societat secreta, la Santa Germandat, d'inspiració comunera. En fracassar en el seu intent, vint-i-dos d'ells van ser fusellats pels absolutistes a la Rambla de Betlem a l'altura del carrer de Granada. Anys més tard, va aixecar-se en el seu honor un monument a la Plaça Vella a què es deia afectuosament —i se'n diu— «el pingurucho» i que va ser, també, objecte de controvèrsia: destruït el 1943 amb motiu de la primera visita de Franco a Almeria, no va restituir-se fins al 1987 a instàncies dels grups més progressistes de la ciutat, qui també van ressuscitar l'homenatge anual als «coloraos» celebrat cada 24 d'agost.
El xix és el segle dels avanços geopolítics, urbanístics i d'infraestructures. Els liberals, un cop es van apropiar del govern de Madrid, van promoure una reestructuració administrativa del país de què van néixer les actuals províncies. Va ser gràcies a les gestions del Comte d'Ofàlia, desterrat a Almeria, que va néixer de facto la província i va adquirir per decret de 1834 personalitat administrativa pròpia, quedant desvinculada del vell Regne de Granada.
Des del punt de vista econòmic, és el segle d'argent de la mineria a la província. Els jaciments de plom, argent i or, a la Serra de Los Filabres, Sierra Almagrera i Rodalquilar, entre altres llocs. Mineria enormement productiva en un altre temps, que ha deixat insòlits paratges com les instal·lacions turístiques i poblats miners de Las Menas i Rodalquilar, en permanent rehabilitació com a serveis turístics i culturals. O cases palatines com el Palau de l'Almanzora. Testimoni mut d'aquesta època passada és la màquina de vapor trobada el 2002 al barranc de Chaparral, a Los Lobos (Sierra Almagrera), que data del 1873 i és considerada la màquina de vapor més antiga dedicada a la minera d'Espanya.
La fisonomia de la ciutat patirà un canvi dràstic en allò que s'ha passat a nomenar l'evolució de la ciutat conventual a ciutat burgesa. En efecte, Almeria sobreïx fora de les seves muralles, que acaben sent derruïdes gairebé completament el 1855. S'urbanitzen els amples perímetres monàstics (hortes, camps...) recent desamortitzats, donant lloc a places com la de Sant Francesc (actual de Sant Pere). Es dota a la ciutat d'un sistema de clavegueram i aigua potable. Es tracen nous carrers, s'obre la nova Porta de Purchena, és encanonada la Rambla de Betlem i l'eix de la ciutat es desplaça del carrer Reial al novíssim bulevard, de clara inspiració francesa, que tants altres noms rebria abans de convertir-se en el Passeig d'Almeria.